# Castels et Bézenac
Castels et Bézenac ist eine französische Gemeinde mit 805 Einwohnern (Stand: 1. Januar 2022) im Norden des Départements Dordogne in der Region Nouvelle-Aquitaine (vor 2016: Aquitanien). Die Gemeinde gehört zum Arrondissement Sarlat-la-Canéda und zum Kanton Vallée Dordogne.
Castels et Bézenac wurde als Commune nouvelle zum 1. Januar 2017 aus den bisher eigenständigen Kommunen Castels und Bézenac gebildet.

## Geographie
Castels et Bézenac liegt etwa 50 Kilometer östlich von Bergerac am Dordogne, der die Gemeinde im Süden begrenzt. Umgeben wird Castels et Bézenac von den Nachbargemeinden Meyrals im Norden, Saint-André-d’Allas im Norden und Nordosten, Beynac-et-Cazenac im Osten, Saint-Vincent-de-Cosse im Südosten, Allas-les-Mines im Süden, Berbiguières im Süden und Südwesten sowie Saint-Cyprien im Westen.

## Gliederung
| Ortsteil                    | ehemaliger INSEE-Code | Fläche (km²) | Einwohnerzahl (2016) |
| --------------------------- | --------------------- | ------------ | -------------------- |
| Bézenac                     | 24041                 | 04,16        | 156                  |
| Castels (Verwaltungssitz)00 | 24087                 | 19,60        | 653                  |

## Sehenswürdigkeiten

### Castels

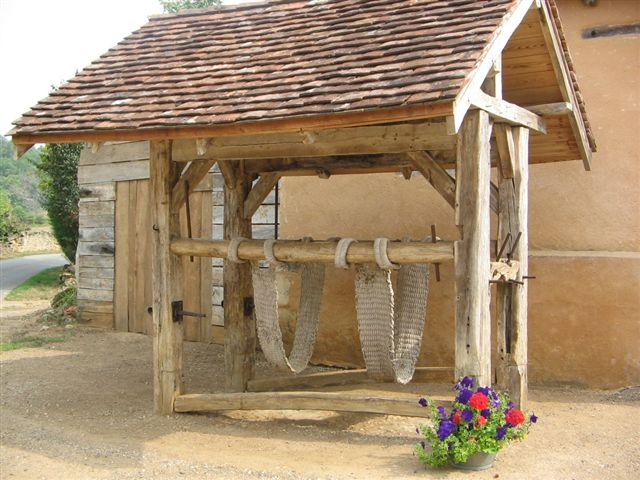
Klauenstand (travail) im Weiler Baran

- Die Église Saint-Clair du Vieux-Castel ist ein einschiffiger romanischer Bau des 13. Jahrhunderts. Sie steht inmitten des alten Friedhofs, der aber immer noch genutzt wird, obwohl das alte Dorf bereits seit geraumer Zeit verschwunden ist. Der äußerlich schmucklose Bau hat einen Vierungsturm und ein leicht aus der Wandflucht hervortretendes Archivoltenportal auf der Nordseite. Das Innere der – außen polygonal gestalteten – Apsis verfügt über Blendarkadendekor und einige spätromanische Kapitelle. Das Kirchengebäude wurde im Jahr 1965 als Monument historique[2] anerkannt.
- Die turmlose romanische ehemalige Prioratskirche Saint-Martin im nahezu verlassenen Weiler Redon-Espic (44° 52′ 25″ N, 1° 6′ 21″ O) ist in den Jahren nach 2000 umfassend restauriert worden. Die Kirche befindet sich heute inmitten eines Wäldchens und ist seit dem Jahr 1999 als Monument historique[3] eingestuft.
- Das Château d’Argentonesse ist ein Bau des ausgehenden 19. Jahrhunderts, der heute als Hotel genutzt wird.
- Neben einer ehemaligen Schmiede im Weiler Baran steht ein gut restaurierter hölzerner Klauenstand (travail), der bis ins 20. Jahrhundert hinein zur Hufpflege von Arbeitspferden und -ochsen genutzt wurde.

### Bézenac
- Die Kirche Saint-Pierre-es-Liens ist ein einschiffiger Bau des 12. Jahrhunderts, der jedoch nach Ende des Hundertjährigen Krieges (1337–1453) gründlich überarbeitet wurde. Aus dieser Zeit stammt auch der kleine Portalvorbau und vielleicht auch der darüber aufragende Glockengiebel.
- Das Château du Thon stammt in seiner heutigen Gestalt überwiegend aus dem 17. Jahrhundert. In seiner unmittelbaren Nähe steht noch ein kubisches Taubenhaus mit Pyramidendach. Der Komplex befindet sich in Privatbesitz und wurde im Jahr 1981 als Monument historique[4] anerkannt.